# Distrito de Huayán
Huayán es un distrito (municipio) de la provincia de Huarmey, ubicada en el departamento de Áncash, Perú. Según el censo de 2017, tiene una población de 861 habitantes.
Limita al noreste con el distrito de Succha, al noroeste con el distrito de Coris, al este con el distrito de Huarmey y al este y sur con el distrito de Malvas.

## Toponimia
Podría derivar su nombre de la voz quechua waya (tejido que presenta dos matices del mismo color) y wayan, que se entiende como doble matizado. Otra posibilidad es que el nombre se refiera a waya como inclinado, en pendiente.

## Historia
El distrito fue creado mediante Ley N° 715 del 21 de diciembre de 1907, en Gobierno del Presidente José Pardo y Barreda.
Durante la colonia, cuando en 1565 se creó el corregimiento de la provincia de Huaylas, Huayán perteneció a la comarca o distrito de Santiago de Guayán. Y eclesiásticamente se encontraba bajo la jurisdicción de la Doctrina de Santa Ana de Succha y Guayón.
Fue creado políticamente a partir de división del primer distrito de Aija en tres distritos: (i) el distrito de Huayán, que incluía al ahora distrito de Coris; (ii) el distrito de Succha, que incluía al ahora distrito de Huacllán; y (iii) el segundo distrito de Aija, que incluía al actual distrito de La Merced.

## Estructura del Distrito
Huayán posee 4 caseríos:
- Huiña: Producción de mango, maíz, además esteras para vivienda, entre otros.
- Irmán: Producción de frijol, maíz, mote, mamarre y otras variedades de productos.

- Ranchín: Producción de cereales diversos como trigo, maíz, frijol, papa etc.
- Santa Rosa de Cacap: Producción de trigo, habas, arvejas, entre otros comestibles.

En conjunto los 4 caseríos abastecen a Huayán de alimentos de necesidad primaria.

## Autoridades

### Municipales
- 2011-2014[6]
  - Alcalde: Rubén Ysidro Alvaron Depaz, del partido Alianza para el Progreso (APEP).
  - Regidores: Claudio Matías Castillo Gomero  (APEP), Eugenio Fausto Manrique Morales  (APEP), María Magdalena Félix Ulloa  (APEP), Héctor Jaime Rosales Mallqui (Ancash Dignidad), Dionicio Claudio Maguiña Moreno ).
- 2007-2010: 
  - Alcalde: Máximo Guillermo Rodríguez Vásquez.

### Festividades
- Quima Punco: Del quechua ancashino quma, que significa "tres", y punco, que significa "puerta". Es decir que significa "Tres puertas".
- Lagunas de Huarman, una de ellas denominada también Huinhuín, lagunas con abundante trucha de exquisito sabor, color y aroma.
- "La Semana Santa en Huayán, Perú, se distingue por sus tradiciones arraigadas en la idiosincrasia local. Comienza con la bendición de palmas y olivos en "La Capilla" el Domingo de Ramos, seguida de una procesión triunfal hacia la iglesia. Destacan el emotivo encuentro entre Jesús y la Virgen Dolorosa el Miércoles Santo, con una costumbre peculiar donde los adolescentes arrebatan prendas a las muchachas. El Jueves Santo se celebra la cena pascual seguida de un banquete ofrecido por el "Llavero", quien luego designa a su sucesor. El Viernes Santo es de recogimiento, culminando con una procesión nocturna. La Pascua de Resurrección incluye una misa temprana y la aparición cómica del "Judas", quien devuelve las prendas arrebatadas en días anteriores.
- Gran fiesta patronal que se celebra el 8 de diciembre.
- Fiesta tradicional de Ancash "Los negritos de Huayán"

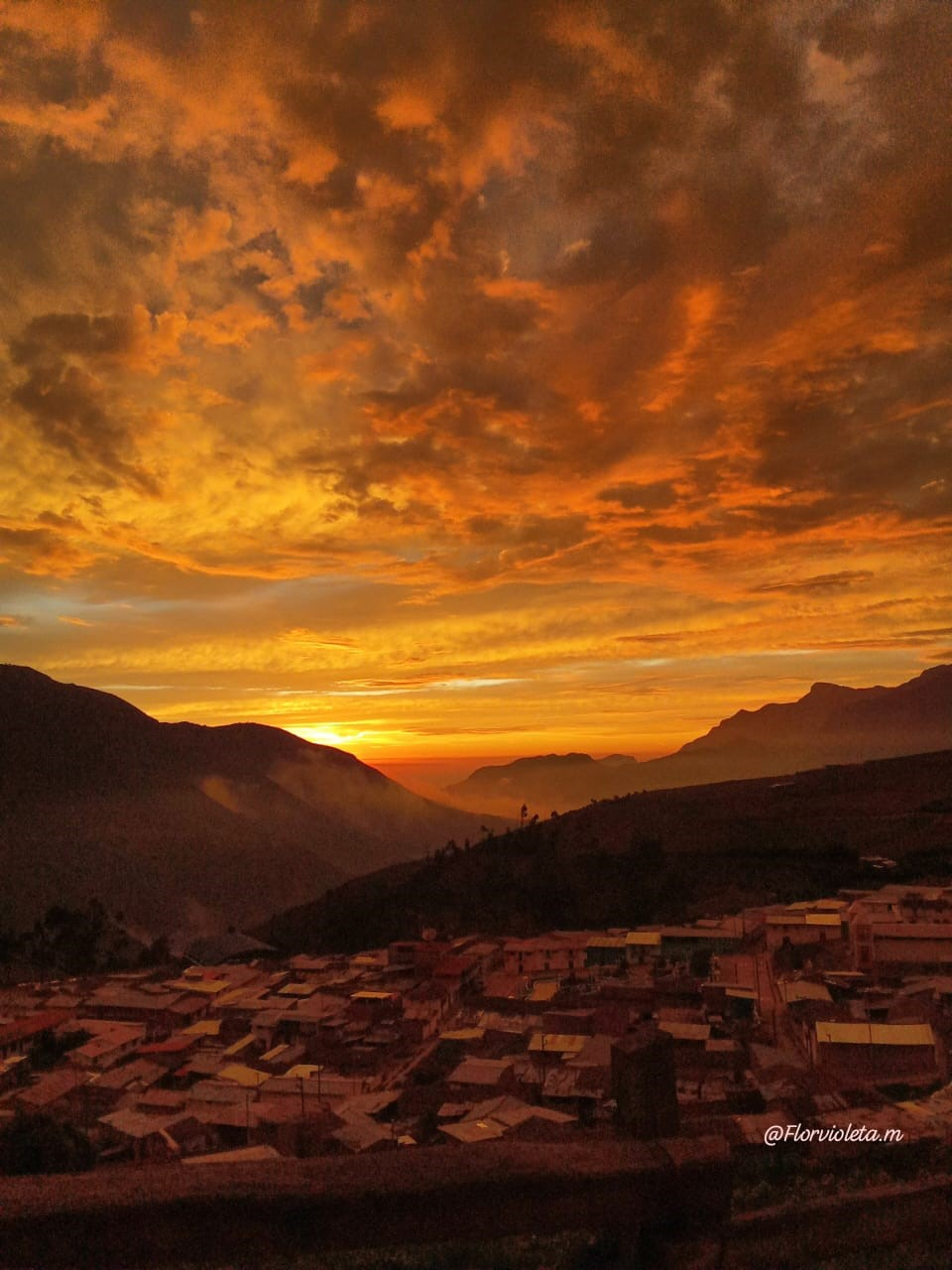
"Atardecer en el pintoresco pueblo de Huayán, capturado desde el impresionante mirador de Jirca, donde los cálidos colores del cielo se mezclan con la tranquilidad de la localidad."

#### Fiesta tradicional de Ancash "Los negritos de Huayán"
La Fiesta Tradicional de Ancash "Los Negritos de Huayán" es un evento religioso que conmemora el nacimiento del Niño Dios y se lleva a cabo cada año en diciembre, específicamente los días 23, 24 y 25, como parte de las festividades navideñas del distrito de Huayán, situado en la provincia ancashina de Huarmey.
La festividad ha sido reconocida como Patrimonio Cultural de la Nación desde el año 2009. Esta celebración se caracteriza por su música, danza y coreografía, destacando especialmente la Danza de Los Negritos de Huayán, una representación andina que rememora a los pobladores de ascendencia africana que habitaron la región.
Los Negritos son los personajes centrales de la festividad y, a través de su danza, transmiten la buena nueva del nacimiento del Niño Dios, recordando las virtudes del cristianismo. Durante la celebración, el pueblo se llena de algarabía y preparativos, con panaderías locales elaborando productos tradicionales y las calles adornadas con decoraciones festivas.
La festividad comienza por la noche con el "Rompe", liderado por los danzarines de Los Negritos, quienes irrumpen en el silencio de la noche anunciando el inicio de la fiesta. El día 24 se sirven desayunos típicos y luego comienza la competencia entre los diferentes barrios, donde se forman grupos de baile de Los Negritos que muestran sus mejores números artísticos al ritmo de las orquestas musicales.
Las danzas se intercalan con la procesión del Niño Dios, y cada barrio compite en diferentes categorías. La festividad culmina con la llegada de la Navidad, marcada por la Misa del Gallo, fuegos artificiales y una fiesta general.
El 25, los grupos de Los Negritos se congregan en el campo deportivo para competir, luciendo sus mejores trajes adornados con monedas de plata y accesorios coloridos. Finalmente, entre el 27 y el 30, se eligen a los nuevos Procuradores, encargados de organizar la fiesta del próximo año.
La Fiesta Tradicional de Ancash "Los Negritos de Huayán" es una celebración arraigada en la historia y cultura del lugar, que destaca por su colorido, música y devoción religiosa, manteniendo viva una tradición ancestral.